# Betacallis prunicola
Betacallis prunicola är en insektsart. Betacallis prunicola ingår i släktet Betacallis och familjen långrörsbladlöss. Inga underarter finns listade i Catalogue of Life.